# Karsibór (Brzeżno)
Karsibór (deutscher Name Karsbaum) ist ein Dorf in der polnischen Woiwodschaft Westpommern und gehört zur Gemeinde Brzeżno (Briesen) im Kreis Świdwin (Schivelbein).

## Geografische Lage
Karsibór liegt 15 Kilometer südlich von Świdwin. Es ist ein Bauerndorf mit verstreut liegenden Höfen. Im Südwesten grenzt der Ort an den Jezioro Przytonko (Prittener See), im Osten an den Flusslauf der Rega. Karsibór ist über die Woiwodschaftsstraße Nr. 162 Świdwin - Drawsko Pomorskie (Dramburg) im Abzweig Łabędzie (Labenz) oder auf einer Nebenstraße über Koszanowo (Kussenow) und Rzepczyno (Repzin) zu erreichen. Bahnstation ist Świdwin an der Bahnstrecke Stargard Szczeciński–Gdańsk.

## Geschichte
Im Jahre 1292 verpfändet Markgraf Albrecht von Brandenburg das Land Schivelbein dem Nikolaus von Werle und nennt dabei das dazugehörige Schloss Corsenburg (= Karsbaum). 1364 erhälz Otto der Römer durch Teilung der märkischen Lande mit Markgraf Ludwig die Neumark mit Schivelbein und den Schlössern Klanzig (heute polnisch: Kłącko), Ritzerow (Rycerzewko),  Rützow (Rydzewo) und Karsbaum. Auch im Landbuch der Neumark wird Karsbaum 1337 zum Land Schivelbein gerechnet.
Karsbaum war ein recht wohlhabendes Bauerndorf. 1884 wurden 40 Kolonisten und 13 Eigentümer gezählt.
1939 lebten in der 2224,5 Hektar großen Gemeinde 329 Bewohner in 98 Haushaltungen. In dieser Zeit gab es sieben landwirtschaftliche Betriebe im Ort. Die hügelige Landschaft mit Wiesen, Wald und Wasser war bereits ein Erholungsgebiet. Das Handwerk war durch eine Schmiede und eine Schuhmacherei vertreten. Außerdem gab es eine Gastwirtschaft. Letzter Gemeindebürgermeister vor 1945 war Herbert Dallmann.
Karsbaum gehörte mit Dohnafelde (Donatowo) zum Amts- und Standesamtsbezirk Klanzig (Kłącko) im Amtsgerichtsbereich Schivelbein. Bis zur Kreisreform 1932 lag es im Bereich des Kreises Schivelbein, der dann im Landkreis Belgard (Persante) aufging.
Anfang März 1945 marschierten russische Truppen in Karsbaum ein. Karsbaum kam in polnische Hand und die einheimische Bevölkerung wurde aus dem Dorf vertrieben. Heute ist Karsbaum unter dem Namen Karsibór ein Teil der Landgemeinde Brzeżno (Briesen) im wieder erstandenen Kreis Schivelbein.

## Kirche

### Kirchengemeinde
Karsbaum war eine selbständige Kirchengemeinde, die mit den Kirchengemeinden Labenz (Łabędzie) und Repzin (Rzepczyno) das Kirchspiel Labenz im Kirchenkreis Schivelbein bildete. Es gehörte zur Kirchenprovinz Pommern in der evangelischen Kirche der Altpreußischen Union. Im Jahre 1940 zählte die Kirchengemeinde Karsbaum 346 Gemeindeglieder, die als letztem deutschen Geistlichen von Pfarrer Wilhelm Rode betreut wurden.
Heute ist Karsibór ein Teil des Kirchspiels Koszalin (Köslin) in der Diözese Pommern-Großpolen der polnischen Evangelisch-Augsburgischen Kirche.

### Dorfkirche
Die Karsbaumer Kirche wurde im Jahre 1856 erbaut.